# Zedrick Restauro
Zedrick „Zed“ Restauro (* 12. Oktober in Biñan, Provinz Laguna) ist ein philippinisch-US-amerikanischer Schauspieler und Synchronsprecher.

## Leben
Restauro wurde in der Stadt Biñan auf der Insel Luzon als Sohn philippinischer Eltern geboren. Er hat drei ältere und eine jüngere Schwester. Er spricht fließend Filipino. Mit 17 Jahren zog er nach Vancouver. Um einem Mädchen zu gefallen, folgte er ihr zu einem Casting für ein Schultheaterstück und wollte nach dieser Erfahrung Schauspieler werden.
2011 spielte Restauro im Actionfilm 200 MPH die Rolle des Phong. Im selben Jahr übernahm er eine kleinere Rolle im Tierhorrorfilm Supershark. Beide Filme wurden vom Filmstudio The Asylum produziert. Danach war er in weiteren Low-Budget-Filmproduktionen wie Bikini Spring Break Massaker oder im Fernsehfilm Zombie Invasion War zu sehen. 2016 stellte er im Film Hickey eine der Hauptrollen dar. Der Film wurde unter anderen am 19. Februar 2016 auf dem Hollywood Reel Independent Film Festival gezeigt. Er hatte Episodenrollen in Fernsehserien wie Melissa & Joey, Modern Family, Die Thundermans, Teen Wolf, New Girl, Powerless, Hand of God Speechless oder Swedish Dicks inne.

## Filmografie (Auswahl)

### Schauspiel
- 2009: A Reading of Tristan & Isolde
- 2011: 200 MPH (200 M.P.H.)
- 2011: Supershark (Super Shark)
- 2012: Bikini Spring Break Massaker
- 2012: Zombie Invasion War (Rise of the Zombies, Fernsehfilm)
- 2012: Vigilante (Miniserie, Episode 1x01)
- 2013: Hikikomori (Kurzfilm)
- 2013: Full Circle (Kurzfilm)
- 2014: Melissa & Joey (Fernsehserie, Episode 3x31)
- 2014: Modern Family (Fernsehserie, Episode 6x04)
- 2015: Die Thundermans (The Thundermans, Fernsehserie, Episode 2x13)
- 2015: Pied Piper (Kurzfilm)
- 2015: The Wisdom Tree (Kurzfilm)
- 2015: Mad Old Bitch (Kurzfilm)
- 2016: Teen Wolf (Fernsehserie, Episode 5x15)
- 2016: Hickey
- 2016: New Girl (Fernsehserie, Episode 5x10)
- 2017: Powerless (Fernsehserie, Episode 1x02)
- 2017: Hand of God (Fernsehserie, Episode 2x09)
- 2017: Awkward Encounters (Fernsehserie, Episode 1x01)
- 2017: Major Crimes (Fernsehserie, Episode 5x18)
- 2017: GLOW (Fernsehserie, Episode 1x02)
- 2017: Bad Match
- 2017: Better Things (Fernsehserie, Episode 2x03)
- 2017: Goodnight Eulogy (Kurzfilm)
- 2018: Speechless (Fernsehserie, Episode 2x11)
- 2018: Swedish Dicks (Fernsehserie, Episode 2x06)
- 2018: American Crime Story (Fernsehserie, Episode 2x08)
- 2018: Happy Anniversary
- 2018: Lilly White (Kurzfilm)
- 2018: It’s Not As Easy As It Looks (Kurzfilm)
- 2018: How to Get Away with Murder (Fernsehserie, Episode 5x01)
- 2019: Overthinking with Kat & June (Fernsehserie, Episode 1x01)
- 2019: In the Valley (Miniserie, Episode 1x04)
- 2019: Morning Harmonizers: Carpool (Kurzfilm)
- 2020: Selfie (Kurzfilm)
- 2020: Good Girls (Fernsehserie, Episode 3x07)
- 2020: L.A.’s Finest (Fernsehserie, Episode 2x06)
- 2020: Plimpton (Kurzfilm)
- 2020: The Greatest Gift (Kurzfilm)
- 2021: Did You Say No (Kurzfilm)
- 2022: A Sitcom for Gio (Fernsehserie, Episode 1x04)
- 2022: Kiru
- 2022: For All Mankind (Fernsehserie, Episode 3x10)
- 2022: The Basics of Love (Kurzfilm)
- 2023: Apartment 605 (Kurzfilm)
- 2023: That’s Funny

### Synchronisationen
- 2022: Rookie Cops (너와 나의 경찰수업/Neowa Naui Gyeongchalsueop, Fernsehserie, Episode 1x12)

## Theater (Auswahl)
- Cheek (and other stories), Hollywood Fringe Festival
- Bat-Boy: The Musical, Hunger Artists Theater
- The Red Coat by John Patrick Shanley, American College Theater Fest
- Closer, American College Theater Fest
- Enter Laughing, Long Beach Playhouse
- Beyond Therapy by Christopher Durang, Golden West Theater
- Our Town, Rude Guerrilla Theater
- Dark of the Moon, Alpha Theater Company
- Tales From Another Broken Home, Alpha Theater Company